# Subterranean
Subterranean je prvi EP švedskog melodičnog death metal sastava In Flames. EP je objavljen 1995. godine te je jedino izdanje s pjevačem Henkeom Forssom. Pjesma "Dead Eternity" nalazi se na albumu The Jester Race, s Anders Fridénom kao pjevačem. Pjesma "The Inborn Lifeless" se također pojavljuje na The Jester Race, ali s drugim imenom i riječima ("Dead God in Me"), s dodatnim dijelom na kraju.

## Popis pjesama
Tekstovi: Henke Forss, glazba: In Flames.
| 1.    | »Stand Ablaze«                      | 4:34 |
| 2.    | »Ever Dying«                        | 4:22 |
| 3.    | »Subterranean«                      | 5:45 |
| 4.    | »Timeless« (instrumentalna skladba) | 1:46 |
| 5.    | »Biosphere«                         | 5:06 |
| 21:33 |                                     |      |

| Bonusove pjesme | Bonusove pjesme                                                               | Bonusove pjesme | Bonusove pjesme | Bonusove pjesme | Bonusove pjesme | Bonusove pjesme | Bonusove pjesme | Bonusove pjesme | Bonusove pjesme |
| Br.             | Skladba                                                                       | Trajanje        |                 |                 |                 |                 |                 |                 |                 |
| --------------- | ----------------------------------------------------------------------------- | --------------- | --------------- | --------------- | --------------- | --------------- | --------------- | --------------- | --------------- |
| 6.              | »Dead Eternity«                                                               | 5:01            |                 |                 |                 |                 |                 |                 |                 |
| 7.              | »The Inborn Lifeless«                                                         | 3:23            |                 |                 |                 |                 |                 |                 |                 |
| 8.              | »Eye of the Beholder« (obrada Metallice, samo na remastered verziji)          | 5:32            |                 |                 |                 |                 |                 |                 |                 |
| 9.              | »Murders in the Rue Morgue« (obrada Iron Maidena, samo na remastered verziji) | 3:07            |                 |                 |                 |                 |                 |                 |                 |
| 36:43           |                                                                               |                 |                 |                 |                 |                 |                 |                 |                 |

## Zasluge
| In Flames - Jesper Strömblad – gitara, klavijature - Glenn Ljungström – gitara - Johann Larsson – bas-gitara Dodatni glazbenici - Henke Forss – vokali - Daniel Erlandsson – bubnjevi (na "Stand Ablaze" i "Ever Dying") - Anders Jivarp – bubnjevi (na "Subterranean" i "Biosphere") - Oscar Dronjak – prateći vokali (na "Stand Ablaze") | Ostalo osoblje - Kenneth Johansson – naslovnica albuma, fotografije - Dennis Jernberg – grafički dizajn - Staffan Olofsson – mastering - Fredrik Nordström – inženjer zvuka |

## Vanjske poveznice
- Subterranean – detalji o albumu  Arhivirana inačica izvorne stranice od 8. studenoga 2006. (Wayback Machine)
- Subterranean – informacije  Arhivirana inačica izvorne stranice od 19. listopada 2006. (Wayback Machine)